# Macaca ochreata
Macaque des Célèbes aux bras gris
Espèce
Statut de conservation UICN

 VU A3c : Vulnérable
Statut CITES
Le macaque des Célèbes aux bras gris (Macaca ochreata) est un singe catarhinien de la famille des Cercopithecidae.

## Caractéristiques générales
A compléter!

## Mensurations
Poids
- Mâle : 10 à 16 kg
- Femelle : 8 à 12 kg

Taille
Longueur tête + corps
- Mâle : 460 à 590 mm
- Femelle : 400 à 510 mm

Longueur de la queue
- Mâle : 35 à 40 mm
- Femelle : 25 à 40 mm

## Répartition géographique et habitat

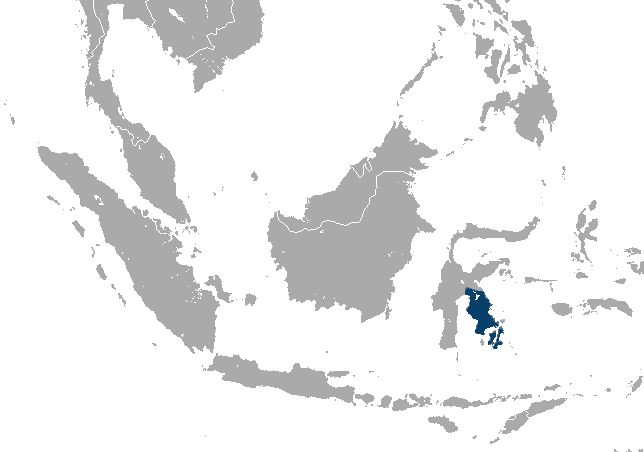
Répartition géographique.

Ce primate est endémique de l'île indonésienne des Célèbes, qui compte six autres espèces de macaques.

## Liste des sous-espèces
Selon le troisième édition de Mammal Species of the World de 2005 :
- Macaca ochreata ochreata occupe la péninsule du sud-est des Célèbes.
- Macaca ochreata brunnescens peuple les îles de Muna et Buton.